# Uggerhalne
Uggerhalne is een plaats in de Deense regio Noord-Jutland, gemeente Aalborg. De plaats telt 260 inwoners (2008). Uggerhalne ligt aan de voormalige spoorlijn tussen Vodskov en Østervrå. Het stationsgebouw is bewaard gebleven.